# Vesna Györkös Žnidar
Vesna Györkös Žnidar (Lubiana, 29 dicembre 1977) è una politica slovena.
Esponente del Partito del Centro Moderno, dal settembre 2014 ricopre la carica di Ministro dell'interno nel Governo Cerar.